# Вулиця Василя Стуса (Харків)
Вулиця Василя Стуса — вулиця у місті Харків. Забудова, здебільшого — багатоповерхові житлові будинки другої половини XX сторіччя. Знаходиться в історичному районі міста Харків — Салтівці у Салтівському районі. Протяжність вулиці близько 1900 метрів.
Вулиця розпочинається на перехресті із вулицею Академіка Павлова та однойменною станцією метрополітену, тягнеться далі уздовж провулку Оксамитного, 1-го Механізаторського провулку, вулиці Дідро, Самоцвітної та Шполянської вулиць, які забудовані, переважно одноповерховими будівлями, далі перетинається з вулицею Гвардійців Широнинців та завершується на перехресті із проспектом Тракторобудівників, які забудовані, переважно, багатоповерхівками.

## Історія Вулиці
Перша назва вулиці — Механізаторська. Таку назву вулиця мала, бо виникла на початку 1950-х років як дорога до дослідної бази Харківського інституту механізації сільського господарства.
Нова назва вулиці обрана в зв'язку з тим, що низка громадських організацій і творчих спілок неодноразово піднімали питання про увічнення імені українського поета, громадського діяча і Героя України Василя Стуса в назві топонімів Харкова.

## Транспортні комунікації
На початку вулиці розташована станція метро Академіка Павлова. Також на перехресті із вулицею Академіка Павлова курсують трамваї маршрутів № 16 та № 27, а також автобуси маршрутів № 207(він курсує всією вулицею), № 240,№ 271.
На перехресті із вулицею Гвардійців Широнинців курсують тролейбуси маршрутів № 31 та № 35, а також автобуси маршрутів № 107,№ 152,№ 206,№ 259,№ 263.
На перехресті із проспектом проспектом Тракторобудівників курсують трамваї маршрутів № 23 та № 26, а також автобуси маршрутів № 6, № 49, № 204,№ 215.

## Інфраструктура
На вулиці розташована Міська молочна фабрика-кухня дитячого харчування, декілька закладів громадського харчування та магазинів.